# Донецький державний інститут науково-дослідних, проектних робіт та інженерних послуг у промисловості вогнетривів
Донецький державний інститут науково-дослідних, проектних робіт та інженерних послуг у промисловості вогнетривів — заснований у 1963 р.

## Напрямки діяльності
Основні наукові напрямки:
- видобуток вогнетривкої, керамічної сировини та нерудних корисних копалин відкритим способом;
- спеціальні гірничі роботи,
- комплексне використання мінеральної сировини,
- розробка техногенних родовищ,
- руднична геологія,
- маркшейдерські роботи;
- розробка нових та вдосконалення діючих технологій та обладнання для розробки вогнетривкої сировини і нерудних корисних копалин.